# Stückperiodenausgleich
Das Stückperiodenausgleichsverfahren (auch Kostenausgleichsverfahren engl. Cost-Balancing-Method, Part-Period-Method oder auch Part-Period-Balancing) ist ein heuristisches Verfahren der dynamischen Losgrößenermittlung. Es zielt auf den Ausgleich der Rüst- und der Lagerkosten ab, da dort das Kostenoptimum erreicht wird. Das Ergebnis der Heuristik ist im Gegensatz zum Wagner-Whitin-Algorithmus nicht in allen Fällen optimal.

## Formel
Die allgemeine Formel lautet:
{\displaystyle A=lk\cdot \sum _{t=i}^{j}B_{t}\cdot (t-i)}
Da diese Formel für ganzzahlige Werte in der Regel nicht aufgeht, arbeitet man mit den folgenden Ungleichungen:
{\displaystyle {\frac {A}{lk}}\ \geq \sum _{t=i}^{j}B_{t}\cdot (t-i)} und {\displaystyle {\frac {A}{lk}}\ <\sum _{t=i}^{j+1}B_{t}\cdot (t-i)}
mit
{\displaystyle A}: Umrüstkosten oder Losauflagekosten [GE]
{\displaystyle B_{t}}: Nettobedarf des Produkts in der Periode {\displaystyle t} [ME/Periode]
{\displaystyle lk}: Lagerkostensatz [GE]
{\displaystyle t}: Periode
{\displaystyle i}: Produktionsperiode
{\displaystyle j}: Bedarfsperiode

## Zielkonflikt

Kostenverlauf bei Losfertigung

Fertigt man mit weniger und dafür größeren Losen, dann reduzieren sich die Rüstkosten, dafür erhöhen sich die Lagerhaltungskosten. Umgekehrt führen mehr Lose zu niedrigeren Lagerkosten, dafür aber zu höheren Rüstkosten.

## Beispiel
Für die Perioden 1 bis 6 fallen folgende Bedarfe in Stück an: 
| Perioden     | 1  | 2  | 3  | 4  | 5 | 6  |
| Bedarfsmenge | 50 | 10 | 80 | 40 | 5 | 70 |
| ------------ | -- | -- | -- | -- | - | -- |

Die Rüstkosten betragen A = 200 Euro, die Lagerkosten {\displaystyle 10{\tfrac {\text{Euro}}{{\text{Stück}}\cdot {\text{Periode}}}}}.
| Produktionsperiode i | Bedarfsperiode j | {\displaystyle {\frac {A}{lk}}} | {\displaystyle {\frac {A}{lk}}\ \geq \sum _{t=i}^{j}B_{t}\cdot (t-i)} | {\displaystyle {\frac {A}{lk}}\ <\sum _{t=i}^{j+1}B_{t}\cdot (t-i)} |
| -------------------- | ---------------- | ------------------------------- | --------------------------------------------------------------------- | ------------------------------------------------------------------- |
| 1                    | 1                | 20                              | 0                                                                     | {\displaystyle 0+10=10}                                             |
| 1                    | 2                | 20                              | {\displaystyle 0+10=10}                                               | {\displaystyle 0+10+160=170} (Abbruch)                              |
| 3                    | 3                | 20                              | 0                                                                     | 40 (Abbruch)                                                        |
| 4                    | 4                | 20                              | 0                                                                     | 5                                                                   |
| 4                    | 5                | 20                              | 5                                                                     | {\displaystyle 0+5+140=145} (Abbruch)                               |
| 6                    | 6                | 20                              | 0                                                                     | Kein Ergebnis                                                       |

Daraus folgen die Losgrößen: {\displaystyle x_{1}=60},{\displaystyle x_{3}=80}, {\displaystyle x_{4}=45}, {\displaystyle x_{6}=70} und Gesamtkosten von 950 GE.
Die Gesamtkosten berechnen sich wie folgt:
{\displaystyle {\text{Gesamtkosten}}=\underbrace {200+10\cdot 10} _{x_{1}}+\underbrace {200} _{x_{3}}+\underbrace {200+5\cdot 10} _{x_{4}}+\underbrace {200} _{x_{6}}=950}
Dies entspricht auch der Optimallösung nach dem Wagner-Whitin-Algorithmus.